# Neotrogla
Neotrogla，是啮虫目（Psocodea）小啮虫亚目下的一个属。该属生物较为特别之处在于其与众不同的生殖器官，雌体具有类似阴茎结构，而雄体则具有阴道结构。

### 生殖
Neotrogla的雄性具有陰道結構，而雌性具有陰莖結構。
交配開始時，雌性的「陰莖」會插入雄性的「陰道」內吸取精液，這些精液不但包含精子，同時也包含豐富的營養成分。
在插入的幾秒內，雌性的「陰莖」會迅速膨脹，固定位置後吸取精液，這種交配方式使得牠們交配能夠持續一天以上。
2017年搞笑諾貝爾獎將生物學獎給予此種昆蟲生殖行為的研究。

## 生活习性
Neotrogla发现于巴西境内的干燥洞穴系统内，主要以蝙蝠粪为食。